# Trzciniec (gmina Lubartów)
Trzciniec – wieś w Polsce położona w województwie lubelskim, w powiecie lubartowskim, w gminie Lubartów.
Prywatna wieś szlachecka, położona w województwie lubelskim, w 1739 roku należała do klucza Lubartów Lubomirskich. W latach 1975–1998 miejscowość należała administracyjnie do województwa lubelskiego.
Wieś stanowi sołectwo gminy Lubartów. Według Narodowego Spisu Powszechnego (III 2011 r.) wieś liczyła 446 mieszkańców.
Wierni Kościoła rzymskokatolickiego należą do parafii Miłosierdzia Bożego w Łucce.

## Części wsi
| SIMC    | Nazwa    | Rodzaj    |
| ------- | -------- | --------- |
| 1020499 | Za Torem | część wsi |

## Dane geograficzne
Wieś znajduje się w południowej części Gminy Lubartów przy drodze krajowej nr 19 kierunek Rzeszów - Lublin - Lubartów - Międzyrzec Podlaski - Białystok, w odległości 21 km na północ od Lublina. Przez Trzciniec przebiega też linia kolejowa Lublin – Łuków.
W Trzcińcu są zakłady produkujące siatkę ogrodzeniową, sklep z materiałami budowlanymi, hurtownia z częściami do sprzętu AGD, sklepy spożywcze. Wieś jest znana z produkcji palm wielkanocnych. W pobliżu Trzcińca znajduje się Kozłowiecki Park Krajobrazowy.